# Gereza białobroda
Gereza białobroda (Colobus polykomos) – gatunek ssaka naczelnego z podrodziny gerez (Colobinae) w obrębie rodziny koczkodanowatych (Cercopithecidae).

## Zasięg występowania
Gereza białobroda występuje w Gwinei Bissau, Gwinei, Sierra Leone, Liberii i południowo-zachodnim Wybrzeżu Kości Słoniowej (na wschód do rzeki Sassandra); występuje być może również w południowym Senegalu i Gambii.

## Taksonomia
Gatunek po raz pierwszy naukowo opisał w 1780 roku niemiecki przyrodnik Eberhard August Wilhelm von Zimmermann nadając mu nazwę Cebus polykomos. Holotyp pochodził z Sierra Leone, prawdopodobnie z wyspy Sherbro.
Forma znana jako dollmani (C. vellerosus x C. polykomos, choć fenotypowo znacznie bliższa C. vellerosus) występowała wcześniej między rzeką Sassandra a rzeką Bandama (wraz z jej dopływem Nzi) na Wybrzeżu Kości Słoniowej jako rój hybrydowy. Autorzy Illustrated Checklist of the Mammals of the World uznają ten takson za gatunek monotypowy.

### Etymologia
- Colobus: gr. κολοβος kolobos „ograniczony, okaleczony”; dżelada białobroda posiada szczątkowy kciuk[12].
- polykomos: gr. πολυς polus „wiele, dużo”[13]; κομη komē „włosy”[14].

## Morfologia
Długość ciała (bez ogona) samic 55–65 cm, samców 58–68 cm, długość ogona samic 81–96 cm, samców 72–100 cm; masa ciała samic 6,7–8,3 kg, samców 6,6–10 kg. Gereza białobroda ma smukłą budowę ciała i długi ogon. Charakterystyczne ubarwienie - białe bokobrody, broda, klatka piersiowa i puszysty ogon, reszta czarna. Kciuk jest zredukowany do niewielkiego guzka; czaszka z niewielkim przodozgryzem; owalne orbity z wąskimi grzbietami brwiowymi.

## Ekologia
Biotop: Gerezy białobrode zamieszkują gęste tropikalne lasy deszczowe o dwóch przedłużających się i wyraźnych porach suchych oraz dwóch porach wilgotnych.
Tryb życia: Prowadzą dzienny, nadrzewny tryb życia, na ziemię schodzą sporadycznie. Zwykle żyją w niewielkich grupach społecznych złożonych z 3-4 dorosłych samic, 1-3 dorosłych samców oraz młodych. W niewoli żyją maksymalnie 23,5 roku. Długość życia na wolności nie jest obecnie znana.
Pokarm: Pomimo że przedstawiciele tego gatunku prowadzą typowo nadrzewny tryb życia, często schodzą na ziemię w poszukiwaniu pożywienia. Dieta składa się głównie z liści, w mniejszym stopniu z owoców i kwiatów.
Rozród: Gerezy białobrode dojrzałość płciową osiągają w wieku około 2 lat. Okres ciąży trwa przeciętnie 175 dni, samice rodzą średnio 1 młode co 20 miesięcy. Małe rodzą się zupełnie białe, dopiero w wieku 3 miesięcy osiągają ubarwienie charakterystyczne dla osobników dorosłych.

## Ochrona
W ostatnim stuleciu liczebność populacji gerez białobrodych znacznie spadła w wyniku polowań i wycinki lasów.